# Cantó de Marson
El cantó de Marson és un cantó francès del departament del Marne, situat al districte de Châlons-en-Champagne. Té 18 municipis i el cap és Marson.

## Municipis
- Chepy
- Coupéville
- Courtisols
- Dampierre-sur-Moivre
- L'Épine
- Francheville
- Le Fresne
- Marson
- Moivre
- Moncetz-Longevas
- Omey
- Pogny
- Poix
- Saint-Germain-la-Ville
- Saint-Jean-sur-Moivre
- Sarry
- Somme-Vesle
- Vésigneul-sur-Marne

## Història
| Data d'elecció                           | Identitat        | Partit                     | Qualitat |
| ---------------------------------------- | ---------------- | -------------------------- | -------- |
| 1932-1958                                | Julien Adnet     | radical                    |          |
| 1958-1976                                | Marcel Gobillard | MRP, després CDP           |          |
| 1976-1994                                | Robert Chaboudé  | Divers droite, després RPR |          |
| 1994-2001                                | Claude Bourlier  | UDF                        |          |
| 2001-                                    | Hubert Arrouart  | MoDem, després AC          |          |
| les dades anteriors no són pas conegudes |                  |                            |          |
|                                          |                  |                            |          |

## Demografia
| A partir de 1990: Població sense dobles comptes |